# Screem
Screem est un environnement de développement intégré orienté Web open source. Il est développé pour GNOME, il fonctionne dans cet environnement mais ne nécessite pas sa mise en marche, il suffit qu'il soit installé. Il peut aussi être utilisé en conjonction avec une structure KDE ou "X based" normale.

## Outils
- Contrôle de liens brisés
- Support de CTags
- Coupé / Collé
- Support du CVS
- Affichage de la structure du document
- DTD
- Marquage "Inline"
- Fermeture intelligente
- Fixations des liens
- Aperçu de pages
- Modèles de pages
- Publication
- Documents récents / Projets
- Rechercher / Remplacer
- Sélectionner définition
- Correction orthographique
- Coloration syntaxique
- Arbres de marquage
- Gestion des tâches
- Assistant[1]